# Monte San Giorgio
O sítio fossilífero do Monte San Giorgio (São Jorge) fica de um lado e doutro da fronteira entre a Suíça e a Itália e nas encostas deste monte. Está inscrito no Património Mundial da UNESCO desde 2003 no que respeita à parte situada no cantão do Tissino na Suíça, e desde 2010 para a parte situada na província de Varese na Itália. Este sítio fossilífero foi classificado pela UNESCO como sendo "o testemunho mais conhecido da vida marinha do Triássico".

## O sítio
Contem fósseis completos e bem conservados. Há cerca de 240 milhões de anos este local encontrava-se numa lagoa tropical que abrigava peixes, moluscos  e crustáceos. Pela sua posição junto á costa, encontram-se também formas de vida terrestre como répteis, insectos e plantas  -  

## Classificação
Com uma superfície total de 1 089,34 ha, está classificado na categoria viii em razão da à riqueza e conservação dos fósseis presentes 

## Artigo & Referências
Artigo em parte baseado na versão francesa fr:Monte San Giorgio